# 美道夫人
美道夫人朴氏，新羅第43代君主僖康王金悌隆的祖母。
美道夫人原称深乃夫人，嫁给角干金禮英，生下儿子金憲貞。